# منتخب فيتنام الجنوبية لكرة القدم
منتخب فيتنام الجنوبية لكرة القدم (بالفيتنامية: Đội tuyển bóng đá quốc gia Việt Nam Cộng hòa)‏ كان منتخب كرة القدم الممثل لدولة فيتنام الجنوبية قبل اتحادها مع فيتنام الشمالية.